# Benjamin Totori
Benjamin Totori (* 20. Februar 1986) ist ein salomonischer Fußballspieler auf der Position des Stürmers.

## Karriere
Totori begann seine Karriere beim Uncles FC auf den Salomonen. 2005 wechselte er zum neuseeländischen Verein YoungHeart Manawatu. Mit seinen guten Leistungen machte er sogleich auf sich aufmerksam. Den vorläufigen Höhepunkt seiner noch jungen Karriere bildete der Wechsel zu den Portland Timbers in die zweithöchste US-amerikanischen Liga. Damit wurde er zum ersten salomonischen Fußballer, der in einer anderen Föderation als der OFC spielt. Vor seinem Wechsel gewann er mit Waitakere United noch die neuseeländische Meisterschaft. Aufgrund einer Verletzung wechselte er jedoch wenig später wieder zurück zu Waitakere United. Im Oktober 2010 wechselte er nach einer erfolgreichen Zeit in Neuseeland in seine Heimat zu Koloale FC Honiara. Bereits in der ersten Saison wurde er Torschützenkönig in der Solomon Islands National Club Championship mit 23 Treffern in nur 19 Spielen.
Für die Auswahl seines Landes bestritt Totori seit seinem Debüt 2007 bislang 33 Spiele, in denen ihm 15 Tore gelangen.
Bei der Fußball-Ozeanienmeisterschaft 2012 gelang ihm der Ausgleichstreffer zum 1:1 gegen die favorisierte Neuseeländische Fußballnationalmannschaft in der Gruppenphase. Im Spiel um Platz 3 gegen Neuseeland, welches die Salomonen 3:4 verloren, traf Totori zwei Mal.
Nachdem er während der Ozeanienmeisterschaft 2012 auf sich aufmerksam machen konnte, wechselte Totori im Juni zum neuseeländischen Verein Wellington Phoenix, der in der ersten australischen Liga spielt. Seit dem Herbst 2013 spielt er wieder auf den Salomonen für Western United FC. Für die Gruppenphase der OFC Champions League 2013/14 wechselte er im März 2014 wieder zu Waitakere United. Nach Ablauf des Wettbewerbs heuerte er wieder für die Telekom S-League 2014/15 bei Western United FC an. Zur Saison 2017 wechselte Totori nach Neuseeland und spielte dort kurzzeitig beim zweitklassigen Verein Three Kings United FC. Nach nur drei absolvierten Spielen ging er zurück zu Western United. Anfang 2018 wechselte er nach Fidschi zu Lautoka FC, um dort mit dem Verein an der OFC Champions League 2018 teilzunehmen. Ende 2019 spielte Totori einige Ligaspiele für Solomon Warriors FC. Im Januar 2020 wechselte er zurück nach Fidschi zu Ba FC und nahm mit ihnen an der Gruppenphase der OFC Champions League 2020 teil. Im Juli ging er zurück in sein Heimatland zu FC Isabel United.

### Erfolge
- Gewinn der neuseeländischen Meisterschaft 2007/08 und 2009/10 mit Waitakere United
- Gewinn der OFC Champions League 2007/08 mit Waitakere United
- Torschützenkönig der neuseeländischen Meisterschaft 2007/07 mit Waitakere United
- Torschützenkönig des OFC Champions Cup 2006 mit YoungHeart Manawatu